# Milos Degenek
Milos Degenek (Knin, 28 april 1994) is een Australisch voetballer die als verdediger speelt bij Rode Ster Belgrado.

## Clubcarrière
Milos Degenek begon zijn carrière bij Stuttgart II in 2013. Milos Degenek speelde voor 1860 München en Yokohama F. Marinos.

## Australisch voetbalelftal
In 2016 debuteerde hij in het Australisch voetbalelftal, waarvoor hij sindsdien 15 interlands speelde. Milos Degenek nam met het Australisch voetbalelftal deel aan de FIFA Confederations Cup 2017.

## Statistieken
| Australisch voetbalelftal | Australisch voetbalelftal | Australisch voetbalelftal |
| Jaar                      | Duels                     | Goals                     |
| ------------------------- | ------------------------- | ------------------------- |
| 2015                      | 5                         | 0                         |
| 2016                      | 10                        | 0                         |
| Totaal                    | 15                        | 0                         |